# Palazzo Como

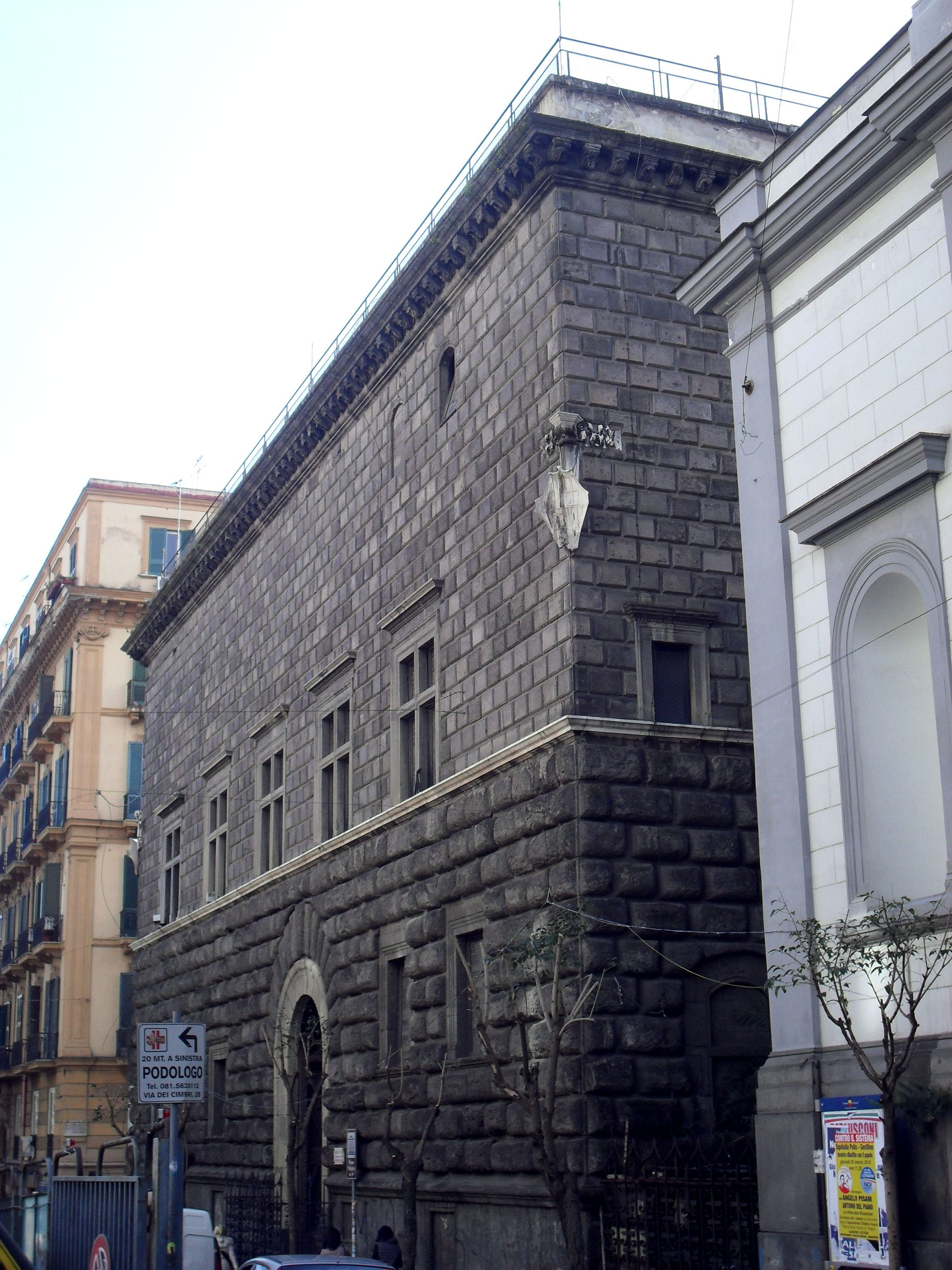
Palazzo Como in Neapel, Hauptfassade

Der Palazzo Como oder Palazzo Cuomo ist ein Renaissancepalast aus dem 15. Jahrhundert im Viertel Porto von Neapel in der italienischen Region Kampanien. Er liegt in der Via Duomo, 288. Seit 1888 ist dort das private Museo Civico „Gaetano Filangieri“ untergebracht.

## Geschichte
Der Bau des Palastes ist bereits ab 1404 dokumentiert, auch wenn die erste urkundliche Erwähnung aus dem Jahr 1451 stammt, als Giovanni Como ein Rückgebäude hinter seinem Anwesen, das Angelo Ferrajolo gehörte, kaufte, sodass den Baukörper auf der Südseite verlängern lassen konnte. Als der neapolitanische Kaufmann Angelo Como, vermutlich der Sohn von Giovanni Como, in den Besitz des Anwesens kam, ging der Erwerb von Nachbargrundstücken weiter, auf denen er weitere Anpassungen des Palastes vornehmen ließ. Bei dieser Gelegenheit wurden zahlreiche Künstler und Bauarbeiter beschäftigt, die die Gebäude mit Piperno und Marmor verkleideten. 1473 wurde so der Palast in einem ähnlichen Stil wie der Palazzo Diomede Carafa fertiggestellt; dennoch sind für dasselbe Jahr letzte Grundstückskäufe durch Angelo Como von der benachbarten Bruderschaft San Severo al Pendino dokumentiert, zu der auch Diomede I. Carafa gehörte, mit denen der Kaufmann seine Besitzungen erweitern wollte. Weitere Expansion ist 1488 erfolgt, als Alfons II., Herzog von Kalabrien, der im fast schon benachbarten Castel Capuano residierte und dessen Privatsekretär Leonardo Como, der Sohn von Angelo Como, war, dem Eigentümer des Palastes weitere Grundstücke und Anwesen in der Gegend, die einem gewissen Francesco Scannasorice gehörten, schenkte, wodurch Angelo Como den Bau des Gebäudes abschließen konnte. Später im selben Jahr betrafen weitere Erwerbungen das Anwesen, die im Teil südlich des Baukörpers lagen, mit dem Ziel die dortigen Gebäude abzureißen und so den Platz für den Blick aus der Stadt zum Meer freizulassen. All diese Phasen stürmischer Entwicklung der Baustelle wurden nach einem Projekt durchgeführt, das Giuliano da Maiano zugeschrieben wird, von dem man weiß, dass er von Angelo Como auf Vorschlag des Herzogs von Kalabrien dazu beauftragt wurde, oder zumindest einer seiner Mitarbeiter, was man vor allen Dingen an Antonio Fiorentino della Cava erkennt, der in diesen Tagen in Neapel sehr aktiv am Hofe des genannten Herzogs von Kalabrien war. Aus dem Jahre 1490 stammen somit die Zahlung, die Como an die toskanischen Steinmetze Ziattino di Benozzis da Settignano, Francesco di Filippo und Domenico de Felice für die Ausführung der Fenster, Türen und anderen verschiedenen Zierelemente des Gebäudes leistete.
Aus dem Jahre 1504 stammt die Ansiedlung der Dominikanerbrüder neben dem Palast; so wurde das Gebäude 1587 an die angrenzende Kirche San Severo al Pendino abgegeben und daher von Giovanni Giacomo di Conforto erneut angepasst und als Kreuzgang des genannten kirchlichen Komplexes genutzt.

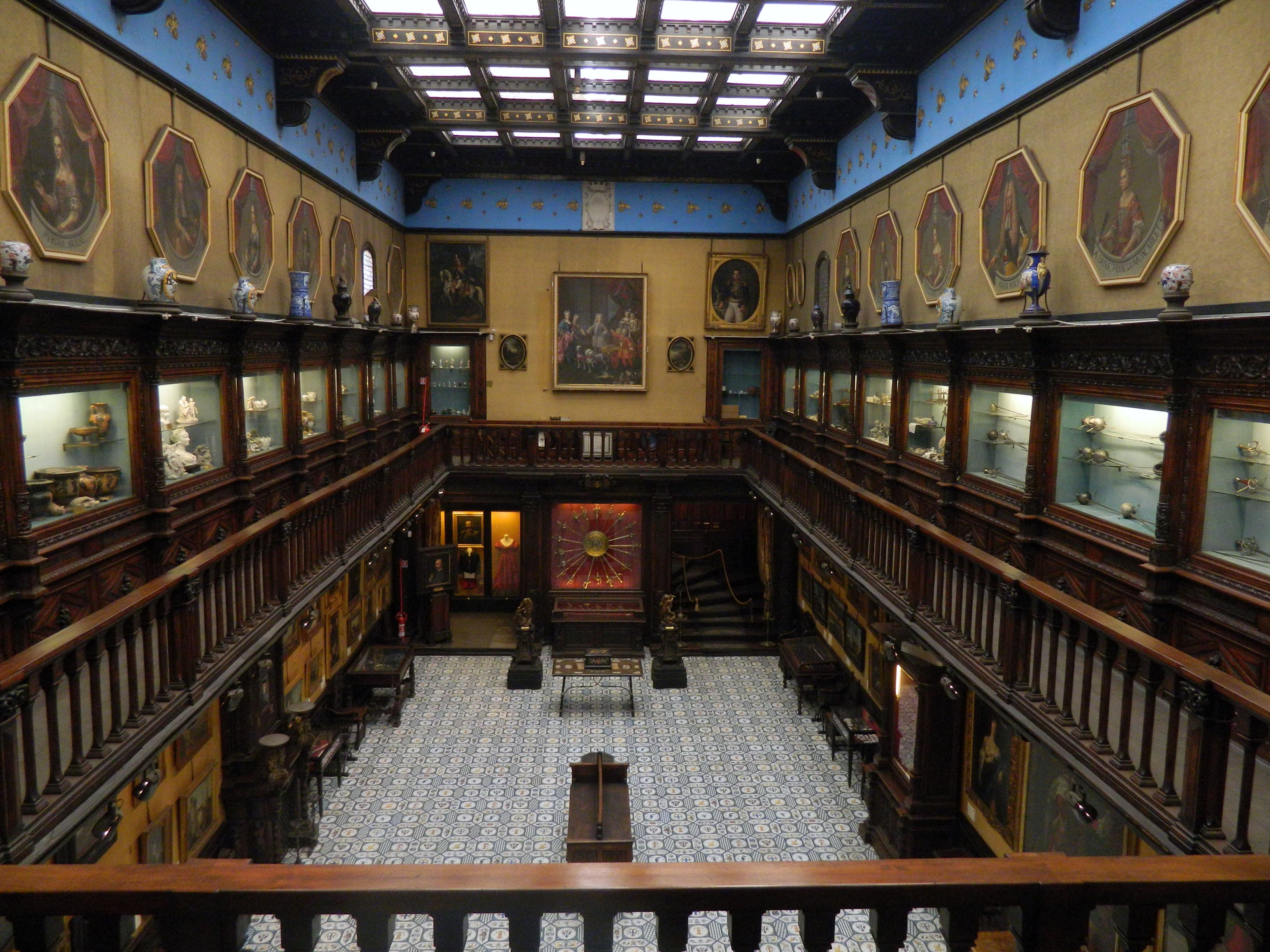
Ansicht des Sala Agata, der nach den Anpassungsarbeiten im 19. Jahrhundert entstand, um die Privatsammlung von Gaetano Filangieri Junior auszustellen

Im Jahre 1806 wurde der Palast nach der Unterdrückung einiger religiöser Orden auf Befehl Napoleons zunächst eine Brauerei, die von dem Österreicher Anton Mennel betrieben wurde, während andere Räumlichkeiten des Gebäudes für das Archiv des Königreiches beider Sizilien genutzt wurden, und dann 1823 den Mönchsorden zur Verfügung gestellt, bis diese 1867 erneut vertrieben wurden, womit der Palast von da an kommunalen Zwecken diente.
Zwischen 1879 und 1882 wurde eine harte Debatte über einen möglichen Abriss des Palastes zur Erweiterung der Via Duomo im Zuge der Stadtsanierung namens „Risanamento di Napoli“ geführt: Zahlreich waren die Intellektuellen, die sich gegen den Abriss des Gebäudes stellten, darunter auch Gaetano Filangieri Junior, Prinz von Satriano und Neffe von Gaetano Filangieri, der es 1883 mit dem Ziel, es vor dem Abriss zu schützen, kaufte. Ergebnis dieser Hetzerei war, dass das Gebäude 20 Meter von seiner ursprünglichen Position zurückversetzt wurde, wobei mit der „Demontage“ und dem Wiederaufbau des gesamten Komplexes die Bauingenieure Antonio Francesconi und Enrico Albarella betraut wurden; er erlitt somit nicht das gleiche Schicksal wie die benachbarte Kirche San Severo al Pendino, die gekürzt wurde und somit ihre barocke Fassade und zwei Kapellen pro Seite verlor, während an der Kirche San Giorgio Maggiore nebenan ein komplettes Seitenschiff abgerissen wurde. Bei diesen städtebaulichen Anpassungsarbeiten wurden aber die Innenräume erneuert, die heute ein eklektisches Aussehen im Gegensatz zur Architektur des gesamten Gebäudes bieten.
Mit dem Ziel der Wiederaufwertung des historischen Gebäudes wurde in dem Palast nach der Rekonstruktion die private Kunstsammlung von Gaetano Filangieri Junior untergebracht. So entstand das heutige Museo Civico „Gaetano Filagieri“, das 1888 eingeweiht wurde.
Im Zweiten Weltkrieg war der Palast, der für die Öffentlichkeit geschlossen war, eines der Denkmäler in der Stadt, die dem Bombardement der Alliierten entkam; 1948 wurde das Museum wiedereröffnet und blieb bis 1999 öffentlich zugänglich. In diesem Jahr wurde es erneut geschlossen und nach einer etwa 13 Jahre lang dauernden Restaurierung am 22. Juli 2012 wiedereröffnet.

## Beschreibung
Der alte Palast war ein treffendes Beispiel für die Architektur der Renaissance. Das Projekt der Rekonstruktion, mit dem drei Architekten aus Neapel beauftragt wurden, führte aber zur Schaffung eines Gebäudes im toskanischen Stil an einer Stelle, an der, obwohl die Architektur eher lokalen Stilrichtungen folgte, häufig auch von anderen Kulturen importierte Tendenzen zusammenflossen, insbesondere die toskanischen: Dies ist der Fall bei zeitgenössischen Gebäuden, wie den Palästen Orsini di Gravina, Diomede Carafa und Panormita. 1879 wurde daher der Palast von dem Kunsthistoriker Gustavo Fizzoni bei einem Besuch in Neapel mit den folgenden Worten beschrieben:

“(...). Quivi di un tratto ci si offre alla vista una mole imponente di un palazzo massiccio a rustiche bozze e di stile da richiamarci senz’altro alla mente i caratteristici palazzi di Firenze e Siena (...)“
(dt.: (…) Hier bietet sich dem Blick plötzlich die imposante Masse eines massigen Palastes mit rauem Bossenwerk und in einem Stil, der mir sicherlich die charakteristischen Paläste von Florenz und Siena in Erinnerung ruft (…))

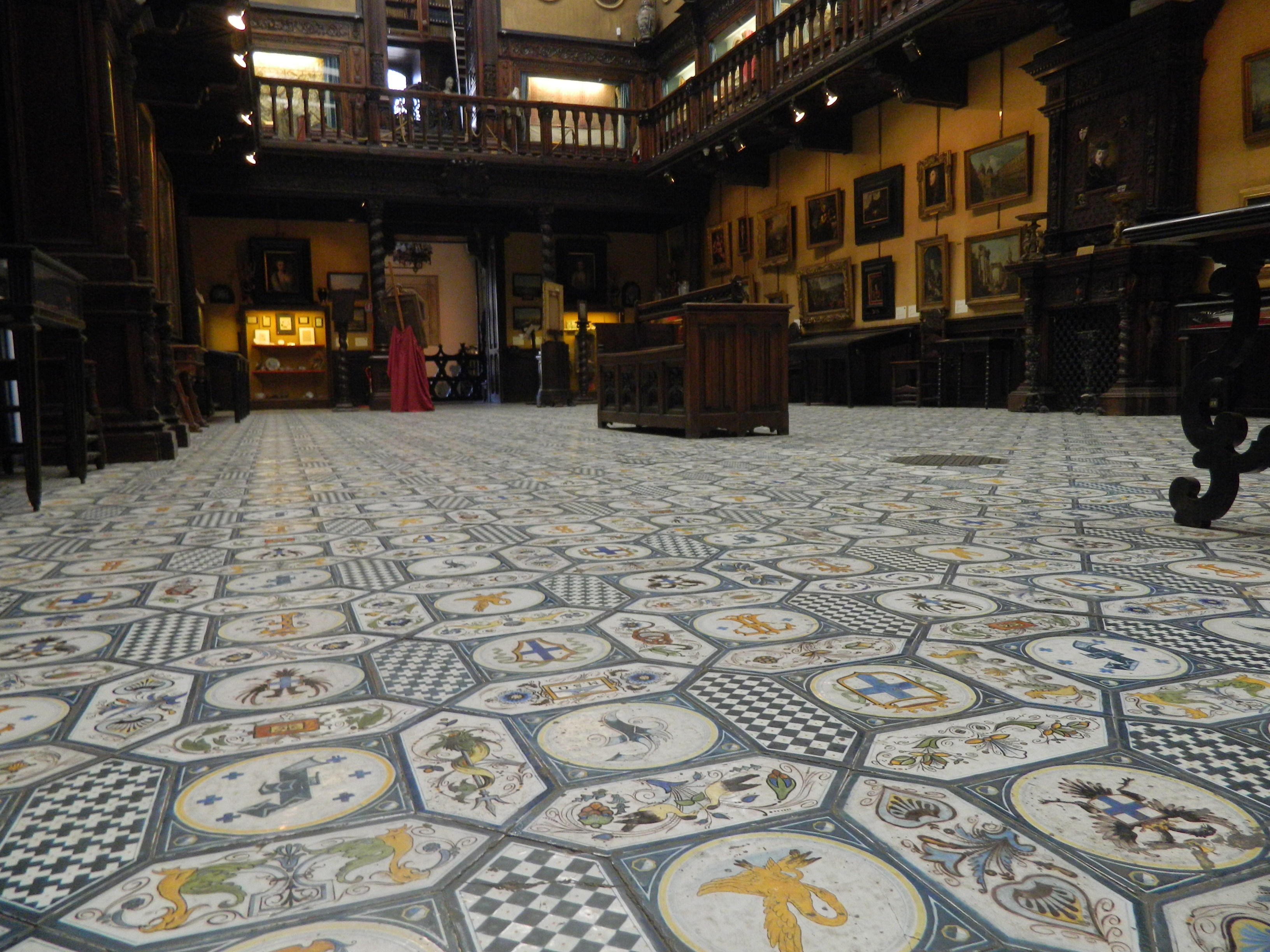
Ansicht der Sala Agata mit dem Boden aus Majolika im ersten Geschoss

Die Fassade erstreckt sich über drei Stockwerke: Das Untergeschoss, das dank eines gemauerten Sockel auf das geneigte Straßenniveau ausgerichtet ist, das Erdgeschoss mit rauem Bossenwerk und das Obergeschoss mit glattem Bossenwerk. Das mittig gesetzte Marmorportal sorgt für die Symmetrie der Fassade; darüber hinaus sind dort die hölzernen Türblätter erhalten, auf denen die Wappen der Familie Filangieri angebracht sind. Die Fenster an den Seiten sind unterschiedlich geneigt angeordnet und haben alle Rahmen aus Piperno. Im Obergeschoss gibt es fünf rechteckige Öffnungen, ebenfalls in Piperno, die die Form von spätgotischen Welfenkreuzen haben; an den Seiten der hohen Ecken der Hauptfassade sind schließlich zwei Schilde aus Marmor zu sehen, das linke zeigt das Wappen der Filangieris, während das rechte das Wappen Alfons, des Herzogs von Kalabrien, angebracht ist.
Im Inneren ist im Erdgeschoss ein einziger Saal geöffnet, der in drei Joche unterteilt ist; diese zeigen Rechteckgewölbedecken mit Bögen aus Piperno, die sich auf acht achteckige Pilaster stützen, die an den Wänden stehen. Der Bodenbelag besteht aus großen Platten, ebenfalls aus Piperno, während die Gewölbe mit floralem Mosaik auf goldenem Grund dekoriert sind, in das einige Namen illustrer Persönlichkeiten des Familienzweiges der Filangieris eingeritzt sind; im Zentrum befindet sich ein Adler, der das Adelsschild hält.
An der linken Rückwand ist eine Wendeltreppe, ebenfalls aus Piperno, angebracht, die zum Obergeschoss führt, das größtenteils die große ‚‘Sala Agata‘‘ ausfüllt, die nach Agata Moncada di Paternò, der Prinzessin von Satriano und Mutter von Gaetano Filangieri Junior, benannt ist. Der bemerkenswerte Majolikabodenbelag aus dem 19. Jahrhundert in diesem Saal stammt von der Manufaktur des Museo Artistico Industriale di Napoli, das die Filangieris gegründet haben, und zeigt Verzierungen mit Wappen, Schilden, Waffen und Symbolen des Adelshauses. Eine mit Intarsien verzierte Holzrampe an der Rückwand des Saales führt schließlich zum darüber liegenden Umgang, von dem aus man die historische Privatbibliothek mit Nussbaummöbeln erreichen kann.

## Museo Civico „Gaetano Filangieri“
Das Museum wurde 1888 im Auftrag von Gaetano Filangieri geschaffen und eingeweiht; dieser hatte den Palast vor dem Abriss im Zuge des Erweiterungsprojektes der Via Duomo bewahrt und die Kosten für die „Demontage“ und den „Wiederaufbau“ des Gebäudes 20 Meter entfernt vom ursprünglichen Standort getragen, mit dem Ziel, in dem neuen Gebäude die Ausstellung seiner privaten Kunstsammlung unterzubringen.
Im Zweiten Weltkrieg wurde ein großer Teil der Ausstellungsstücke in einer Villa in San Paolo Bel Sito in Sicherheit gebracht; dennoch erlitten sie wegen eines Brandes, den die Deutschen auf dem Rückzug gelegt hatten, gewaltige Schäden, sodass ein Großteil der Sammlung verlorenging. Nach der Wiedereröffnung des Museums 1948 erhielt dieses zahlreiche private Stiftungen, sodass der gesamte Katalog bereichert wurde, der zu diesem Zeitpunkt tatsächlich nur aus den geretteten Originalstücken bestand.
Nach Jahren der Schließung wurde das Museum schließlich 2012 wiedereröffnet; es enthält Ausstellungen der angewandten Kunst, Skulpturen, Gemälde und alte Bücher.